# نظرية مرض إدمان الكحول
تنص نظرية مرض إدمان الكحول على أن مشكلة الشرب تحدث أحيانًا بسبب مرض في الدماغ، يتصف بتغير ببنية وتركيب الدماغ ووظيفته.
أعلنت الجمعية الطبية الامريكية (AMA) أن إدمان الكحول كان مرضًا في عام 1956. في عام 1991، أقرت الجمعية كذلك التصنيف المزدوج لإدمان الكحول من خلال التصنيف الدولي للأمراض في إطار كل من الطب النفسي والطبي.

## النظرية
إدمان الكحول مشكلة مزمنة. ومع ذلك، إذا تمت إدارتها بشكل صحيح، يمكن إيقاف تلف المخ وإلى عكسه إلى حد ما. بالإضافة إلى مشكلة الشرب، يتميز المرض بأعراض تشمل ضعف التحكم في الكحول، والأفكار القهريّة حول الكحول، والتفكير المشوه إدمان الكحول يمكن أن يؤدي بشكل غير مباشر، من خلال الاستهلاك الزائد، إلى الاعتماد البدني على الكحول، وأمراض مثل تليف الكبد.
يعتمد خطر تطور إدمان الكحول على العديد من العوامل، مثل البيئة. من لديهم تاريخ عائلي من إدمان الكحول هم أكثر عرضة لتطويره بأنفسهم (Enoch & Goldman، 2001)؛ ومع ذلك، فقد طور العديد من الأفراد إدمان الكحول دون تاريخ عائلي للمرض. نظرًا لأن استهلاك الكحول ضروري لتطوير إدمان الكحول، فإن توافر الكحوليات والمواقف تجاهه في بيئة الفرد يؤثر على احتمال الإصابة بالمرض. تشير الدلائل الحالية إلى أن إدمان الكحول في كل من الرجال والنساء يتحدد وراثيا بنسبة 50-60 ٪، وترك 40-50% للتأثيرات البيئية.
ي مراجعة في عام 2001، ماكليلان وآخرون. مقارنة بين التشخيصات، الوراثة، المسببات (العوامل الوراثية والبيئية)، الفسيولوجيا المرضية، والاستجابة للعلاجات (الالتزام والانتكاس) للاعتماد على المخدرات مقابل داء السكري من النوع 2 وارتفاع ضغط الدم والربو. لقد وجدوا أن الوراثة الوراثية، والاختيار الشخصي، والعوامل البيئية متورطة بشكل مماثل في مسببات كل هذه الاضطرابات ومسارها، مما يوفر دليلًا على أن إدمان المخدرات (بما في ذلك الكحول) هو مرض طبي مزمن.

## علم الوراثة والبيئة
وفقا للنظرية، تلعب الجينات دورا قويا في تطور إدمان الكحول.
أظهرت الدراسات المزدوجة، ودراسات التبني، ودراسات الانتقاء الاصطناعي أن جينات الشخص يمكن أن تؤهبه لتطوير إدمان الكحول. تشير الدلائل المستقاة من الدراسات التوأم إلى أن معدلات التوافق لإدمان الكحول أعلى بالنسبة لتوائم التوائم أحادية الزيجوت مقارنة بتوأم الديزيجوتيك - 76% للتوائم التوائم أحادي الزيجوت و 61% للتوائم التوأمية. ومع ذلك، أظهرت الدراسات التوأم الإناث أن الإناث لديها معدلات توافق أقل بكثير من الذكور. قد تكون أسباب الاختلافات بين الجنسين بسبب عوامل بيئية، مثل المواقف العامة السلبية تجاه النساء اللائي يشاركن في تناول الطعام. تشير الدراسات التوأم إلى أن الذكور أكثر عرضة للإصابة بالجينات للإدمان على الكحول. ومع ذلك، هذا لا يشير إلى أن الذكر الذي لديه استعداد وراثي سيصبح مدمنًا على الكحول. في بعض الأحيان قد لا يصادف الفرد مطلقًا دافعًا بيئيًا يؤدي إلى إدمان الكحول. [بحاجة لمصدر]
تشير دراسات التبني أيضًا إلى ميل جيني قوي نحو إدمان الكحول. توضح الدراسات التي أجريت على الأطفال المنفصلين عن والديهم البيولوجيين أن أبناء الآباء البيولوجيين الكحوليين كانوا أكثر عرضة لأن يصبحوا مدمنين على الكحول، على الرغم من أنهم انفصلوا وترعرعوا من قبل آباء غير كحوليين. تظهر الإناث نتائج مماثلة، ولكن بدرجة أقل. [بحاجة لمصدر]
في دراسات الانتقاء الاصطناعي، تم تربيتها سلالات معينة من الفئران لتفضيل الكحول. فضلت هذه الفئران شرب الكحول على السوائل الأخرى، مما أدى إلى التسامح مع الكحول وعرضت الاعتماد الجسدي على الكحول. الفئران التي لم يتم تربيتها لهذا التفضيل لم يكن لديها هذه الصفات. عند تحليل أدمغة سلالتي الفئران هذه، اكتشف أن هناك اختلافات في التركيب الكيميائي لمناطق معينة من الدماغ. تشير هذه الدراسة إلى أن بعض آليات الدماغ أكثر عرضة وراثيا للإدمان على الكحول.[بحاجة لمصدر]
الأدلة المتقاربة من هذه الدراسات تقدم حالة قوية للأساس الجيني للإدمان على الكحول.

## التاريخ
يناقش المؤرخون من له الأولوية في القول بأن الشرب المعتاد يحمل خصائص المرض. يلاحظ البعض أن الطبيب الاسكتلندي (توماس تروتر) كان أول من وصف الإفراط في شرب الخمر كمرض، أو حالة طبية.
يشير آخرون إلى الطبيب الأمريكي (بنيامين راش) (1745-1813)، وهو أحد الموقعين على إعلان استقلال الولايات المتحدة - الذي فهم أن حالة السكر هو ما يمكن أن نسميه الآن "فقدان السيطرة" - ربما أول من استخدم مصطلح "الإدمان" "في هذا النوع من المعنى.
تسمح لي ملاحظاتي بالقول إن على الأشخاص المدمنين عليهم الامتناع عنهم فجأة وبشكل كلي. يجب أن تدون «لا تذوق، لا تعامل، لا تلمس» على كل سفينة تحتوي على أرواح في منزل رجل، يرغب في علاج عادات عدم القدرة على تحمله.
- ليفين، هـ. اكتشاف الإدمان: تغيير مفاهيم السكر المعتاد في أمريكا
جادل راش بأن «السكر المعتاد لا ينبغي اعتباره عادة سيئة ولكن كمرض»، واصفًا إياه بأنه «شلل الإرادة». أوضح راش وجهات نظره في كتاب نُشر عام 1808. يتم وصف وجهات نظره من قبل فالفيردي وليفين:
صاغ الطبيب السويدي ماجنوس هاس مصطلح «إدمان الكحول» في كتابه Alcoholismus chronicus (1849). يجادل البعض بأنه كان أول من يصف بشكل منهجي الخصائص الفيزيائية للشرب المعتاد ويدعي أنه مرض. ومع ذلك، جاء هذا بعد عقود من كتب (راش وتروتر) أعمالهم، ويجادل بعض المؤرخين بأن فكرة أن الشرب المعتاد كان حالة مرضية ظهرت في وقت سابق.
بالنظر إلى هذا الخلاف، فإن أفضل ما يمكن قوله هو أن فكرة أن شرب الكحول بشكل اعتيادي كان مرضًا قد أصبح أكثر قبولا
ف القرن التاسع عشر، على الرغم من أن العديد من الكتاب ما زالوا يجادلون بأنه كان نائبًا، خطيئة، وليس مجالًا ل الطب ولكن من الدين.
بين عامي 1980 و 1991، عملت المنظمات الطبية، بما في ذلك AMA، معًا لوضع سياسات بشأن مواقفها من نظرية المرض. وقد وضعت هذه السياسات في عام 1987 جزئيا لأن سداد الطرف الثالث للعلاج كان صعبا أو مستحيلا ما لم يتم تصنيف إدمان الكحول على أنه مرض. سياسات AMA، التي تشكلت من خلال إجماع اتحاد الدولة والجمعيات الطبية المتخصصة داخل مجلس المندوبين، الولاية، جزئياً:
"إن AMA تؤيد الاقتراح القائل بأن إدمان المخدرات، بما في ذلك إدمان الكحول، هي أمراض وأن علاجهم هو جزء شرعي من الممارسة الطبية.
في عام 1991، أيد AMA كذلك التصنيف المزدوج لإدمان الكحول من خلال التصنيف الدولي للأمراض في إطار كل من الطب النفسي والطبي.

### السيطرة على الشرب
غالبًا ما يتم تفسير نظرية المرض على أنها تشير إلى أن الأشخاص الذين يتعاطون مع المشكلات غير قادرين على العودة إلى الشرب «الطبيعي» الخالي من المشكلات، وبالتالي يجب أن يركز العلاج على الامتناع التام عن ممارسة الجنس. وقد استخدم بعض النقاد أدلة على التحكم في شرب الخمر في المشروبات الذين كانوا يعتمدون في السابق للطعن في نظرية مرض إدمان الكحول.
أول تحد تجريبي رئيسي لهذا التفسير لنظرية المرض يتبع دراسة أجريت عام 1962 من قبل د. دي. ل. ديفيز. وجدت متابعة ديفيز لـ 93 شاربًا للمشاكل أن 7ًا منهم كانوا قادرين على العودة إلى «شرب خاضع للرقابة» (أقل من 7 مشروبات يوميًا لمدة 7 سنوات على الأقل). وخلص ديفيز إلى أنه «ينبغي تعديل الرأي القائل بأنه لا يمكن لمدمن الكحول أن يشرب مرة أخرى بشكل طبيعي، على الرغم من أنه ينبغي نصح جميع المرضى بالامتناع عن ممارسة الجنس بشكل كامل»؛ بعد دراسة ديفيز، أفاد العديد من الباحثين الآخرين بحالات من يشربون مشكلة في العودة إلى الشرب الخاضع للرقابة.
في عام 1976، نشرت دراسة رئيسية يشار إليها عادة باسم تقرير شركة أندريه أو مؤسسة الأبحاث والتطوير (RAND)، دليلا على أن الذين يشربون مشكلة يتعلمون تناول الكحول باعتدال.
جدد نشر الدراسة جدلاً حول كيف يمكن للأشخاص الذين يعانون من مرض يؤدي إلى السمنة التي لا يمكن التحكم فيها أن يشربوا بطريقة يمكن السيطرة عليها. أفادت الدراسات اللاحقة أيضًا عن دليل على العودة إلى الشرب الخاضع للرقابة. [
وبالمثل، وفقًا لدراسة أجراها المعهد القومي لإساءة استعمال الكحول والإدمان على الكحول (NIAAA) في عام 2002، فإن واحدًا من بين كل ستة (18٪) من البالغين الذين يعتمدون على الكحول في الولايات المتحدة والذين بدأ اعتمادهم
منذ أكثر من عام واحد قد أصبحوا «يشربون الخاطر المنخفض» (أقل من 14 مشروبًا في الأسبوع و 5 مشروبات يوميًا للرجال، أو أقل من 7 مشروبات في الأسبوع و 4 مشروبات في اليوم للنساء). استطلعت هذه الدراسة الطولية الحديثة أكثر من 43000 فردًا يمثلون السكان البالغين في الولايات المتحدة، بدلاً من التركيز فقط على أولئك الذين يسعون أو يتلقون العلاج من أجل إدمان الكحول. «بعد عشرين سنة من بدء إدمان الكحول، حوالي ثلاثة أرباع الأفراد يتعافون تمامًا؛ أكثر من نصف الذين تعافوا بالكامل من الشراب في مستويات منخفضة الخطورة دون أعراض إدمان الكحول».
ومع ذلك، فقد ناقش العديد من الباحثين نتائج الدراسات الأصغر. أشارت متابعة 1994 للحالات السبع الأصلية التي درسها ديفيز إلى أنه «قد تم تضليله بشكل كبير، والمفارقة موجودة أن ورقة مؤثرة على نطاق واسع والتي فعلت الكثير لتحفيز التفكير الجديد تستند إلى بيانات خاطئة.»
، متابعة طويلة الأمد (60 عامًا) لمجموعتين من الرجال المدمنين على الكحول من جانب جورج فيلانت في كلية الطب بجامعة هارفارد خلصت إلى أن «العودة إلى الشرب الخاضع للرقابة نادراً ما استمرت لأكثر من عقد من الزمان دون انتكاسة أو تطور إلى الامتناع عن ممارسة الجنس».
لاحظ فيلان أيضًا أن «الشرب المعاد التحكم فيه، كما ورد في الدراسات قصيرة الأجل، غالبًا ما يكون سرابًا».
وجدت دراسة RAND الثانية، في عام 1980، أن الاعتماد على الكحول يمثل عاملاً ذا أهمية أساسية في عملية الانتكاس.
بين الأشخاص الذين يعانون من انخفاض مستويات الاعتماد عند القبول، يبدو خطر الانتكاس منخفضًا نسبيًا بالنسبة لأولئك الذين شربوا لاحقًا دون مشاكل. لكن كلما كان المستوى الأولي للاعتماد أكبر، كلما زاد احتمال الانتكاس للمتعاطين مع غير المشكلين.
تم تعزيز نتائج دراسة RAND الثانية من خلال الأبحاث اللاحقة التي أجراها داوسون وآخرون. في عام 2005 الذي وجد أن الشدة ارتبطت بشكل إيجابي باحتمالية التعافي من الامتناع عن التدخين وارتبطت سلبًا باحتمالية الشفاء غير الممتنع أو الشرب الخاضع للرقابة.
تم تحديد عوامل أخرى مثل فترة طويلة من الامتناع عن ممارسة الجنس أو التغيرات في ظروف الحياة أيضا على أنها تأثيرات قوية للنجاح في كتاب عن الشرب الخاضع للرقابة نُشر في عام 1981.

### معالجة الشرب
كجزء من إستراتيجية الحد من الضرر، فإن توفير كميات صغيرة من المشروبات الكحولية لمدمني الكحول الذين لا مأوى لهم في ملاجئ المشردين في تورنتو وأوتاوا أدى إلى خفض التكاليف الحكومية وتحسين النتائج الصحية.

## الأبحاث القانونية
في عام 1988، أيدت المحكمة العليا في الولايات المتحدة لائحة تمكنت بموجبها إدارة المحاربين القدامى من تجنب دفع الفوائد عن طريق افتراض أن إدمان الكحول الأولي هو دائمًا نتيجة لسوء سلوك المخضرم المتعمد. ردد رأي الأغلبية الذي كتبه القاضي بايرون ر. وايت النتيجة التي توصلت إليها مقاطعة كولومبيا بأن هناك "مجموعة كبيرة من الأدبيات الطبية التي تعارض حتى الافتراض بأن إدمان الكحول هو مرض، أقل بكثير من أنه مرض يصيب الضحية بمرضه. لا مسؤولية ". [40] وكتب أيضًا: "في الواقع، حتى بين الكثيرين الذين يعتبرون إدمان الكحول" مرضًا "يكون ضحاياه مهيئين وراثياً، فإن استهلاك الكحول لا يُعد أمرًا لا إراديًا تمامًا". ومع ذلك، فقد ذكر رأي الأغلبية في الختام أن "هذا التقاضي لا يتطلب من المحكمة أن تقرر ما إذا كان إدمان الكحول هو مرض لا يمكن لضحاياه السيطرة عليه. ليس دورنا هو حل هذه القضية الطبية التي لا تزال السلطات منقسم عليها بشدة". لاحظ الرأي المخالف أنه "على الرغم من الكثير من التعليقات في الصحافة الشعبية، فإن هذه الحالات لا تهتم بما إذا كان إدمان الكحول
حول«مرض» أو«ليس بسيطًا».
رابطة المحامين الأمريكية «تؤكد مبدأ أن الاعتماد على الكحول أو المخدرات الأخرى هو مرض.»

## القبول الحالي
الإدمان على الكحول هو مرض له علم أمراض معروف ومسار ثابت لنقل الإشارات الجزيئية الحيوية والذي يبلغ ذروته في إفراط في تعبير osFosB داخل الخلايا العصبية الشوكية المتوسطة من النوع D1 للنواة المتآكلة؛
ΔFosB يستحث حالة الإدمان.
في عام 2004، نشرت منظمة الصحة العالمية تقريرا مفصلا عن الكحول وغيرها من المواد ذات التأثير النفساني بعنوان «علم الأعصاب من استخدام المواد ذات التأثير النفساني والاعتماد عليها».
صاب من استخدام المواد ذات التأثير النفساني والاعتماد عليها". وذكر أن هذه كانت "المحاولة الأولى من قبل منظمة الصحة العالمية لتقديم نظرة شاملة للعوامل البيولوجية المتعلقة بتعاطي المخدرات والاعتماد عليها من خلال تلخيص الكم الهائل من المعرفة المكتسبة في العشرين إلى الثلاثين سنة الماضية. يسلط التقرير الضوء على الحالة الراهنة للمعرفة. آليات عمل أنواع مختلفة من المواد ذات التأثير النفساني، وتشرح كيف يمكن أن يؤدي استخدام هذه المواد إلى تطور متلازمة التبعية. " يذكر التقرير أن "الاعتماد لم يتم التعرف عليه من قبل كاضطراب في الدماغ، بالطريقة نفسها التي لم يكن يُنظر إليها من قبل على أنها أمراض نفسية وعقلية كنتيجة لاضطراب في الدماغ. ومع التقدم الذي حدث مؤخرًا في علم الأعصاب، من الواضح أن التبعية هي اضطراب في الدماغ مثل أي مرض عصبي أو نفسي آخر ".
تحتفظ الجمعية الأمريكية لطب الإدمان والجمعية الطبية الأمريكية بسياسة شاملة فيما يتعلق بإدمان الكحول. تعترف جمعية الطب النفسي الأمريكية بوجود «إدمان الكحول» كمكافئ للاعتماد على الكحول. صنفت جمعية المستشفيات الأمريكية، وجمعية الصحة العامة الأمريكية، والرابطة الوطنية للأخصائيين الاجتماعيين، والكلية الأمريكية للأطباء «إدمان الكحول» على أنه مرض.
في الولايات المتحدة، يوجد في المعاهد الوطنية للصحة معهد محدد، هو المعهد الوطني لتعاطي الكحول وإدمانه على الكحول (NIAAA)، المهتم بدعم ودعم إجراء البحوث الطبية الحيوية والسلوكية حول أسباب وعواقب وعلاج وإدمان إدمان الكحول والمشاكل المتعلقة بالكحول. وهي تمول حوالي 90 في المئة من جميع هذه البحوث في الولايات المتحدة. يتمثل الموقف الرسمي لـ NIAAA في أن "إدمان الكحول هو مرض. إن الرغبة في تناول الكحوليات قد تكون قوية مثل الحاجة إلى الطعام أو الماء. وسيستمر إدمان الكحول في الشرب على الرغم من المشكلات العائلية أو الصحية أو القانونية الخطيرة. أمراض أخرى، إدمان الكحول مزمن، وهذا يعني أنه يدوم حياة الشخص؛ وعادة ما يتبع مسارا يمكن التنبؤ به؛ وله أعراض. يتأثر خطر الإصابة بإدمان الكحول على كل من جينات الشخص وأسلوب حياته.

## نقد
رفض بعض الأطباء والعلماء وغيرهم نظرية مرض إدمان الكحول لأسباب منطقية وتجريبية وغيرها.
في الواقع، فإن بعض خبراء الإدمان مثل ستانتون بيل صريحون في رفضهم لنموذج المرض، وقد قام باحثون بارزون آخرون في مجال الكحول مثل نيك هيذر بتأليف كتب تهدف إلى دحض نموذج المرض.
يجادل بعض منتقدي نموذج المرض بأن إدمان الكحول لا يزال ينطوي على الاختيار، وليس الفقدان التام للسيطرة، وتجريد متعاطي الكحول من اختيارهم، من خلال تطبيق مفهوم المرض، يشكل تهديدًا لصحة الفرد؛ مفهوم المرض يعطي متعاطي المخدرات عذرا. لا يمكن علاج المرض بقوة الإرادة؛ لذلك، فإن إضافة الملصق الطبي ينقل المسؤولية من المسيء إلى مقدمي الرعاية. لا مفر من أن يصبح المعتدون ضحايا غير مستعدين، وبنفس القدر يضطلعون بهذا الدور. يجادلون بأن نظرية مرض الإدمان على الكحول موجودة فقط لفائدة المهنيين والهيئات الحكومية المسؤولة عن توفير خدمات الاسترداد، وأن نموذج المرض لم يقدم حلاً لأولئك الذين يحاولون التوقف عن تعاطي الكحول والمخدرات.
يعتقد هؤلاء النقاد أنه من خلال إزالة بعض وصمة العار والمسؤولية الشخصية، فإن مفهوم المرض يزيد فعليًا من إدمان الكحول وتعاطي المخدرات وبالتالي الحاجة إلى العلاج. ويدعم هذا إلى حد ما من خلال دراسة وجدت أن هناك إيمانًا أكبر بنظرية مرض إدمان الكحول والالتزام العالي بالامتناع التام عن ممارسة الجنس لتكون عوامل مرتبطة بزيادة احتمال أن يعاني المدمن على الكحول من انتكاسة كاملة (استخدام كبير مستمر) بعد إجراء أولي الفاصل (الاستخدام الفردي).
ومع ذلك، لاحظ المؤلفون أن «اتجاه السببية لا يمكن تحديده من هذه البيانات. من الممكن أن يؤمن الإدمان على إدمان الكحول بأنه مرض فقدان السيطرة على العملاء الانتكاس، أو أن الانتكاسات المتكررة تعزز معتقدات العملاء في نموذج المرض».
وجدت إحدى الدراسات أن 25 في المائة فقط من الأطباء يعتقدون أن إدمان الكحول هو مرض. اعتقدت الغالبية أن إدمان الكحول مشكلة اجتماعية أو نفسية بدلاً من مرض.
أفادت دراسة استقصائية للأطباء في مؤتمر سنوي للأطباء الدوليين لمدمني الكحول Anonymous أن 80 في المائة يعتقدون أن إدمان الكحول هو مجرد سلوك سيئ بدلاً من مرض.
يقول (ثومبسون هوبز)"استنادًا إلى خبراتي في العمل في مجال الإدمان على مدار السنوات العشر الماضية، أعتقد أن العديد من المتخصصين في الرعاية الصحية، إن لم يكن معظمهم، ما زالوا ينظرون إلى إدمان الكحول على أنه قوة إرادة أو مشكلة ويواجهون مقاومة للنظر إليه" كمرض. "
يقول Alcoholics Anonymous أن «بعض المهنيين سيخبرونك بأن إدمان الكحول هو مرض بينما يزعم البعض الآخر أنه خيار» و «سيخبرك بعض الأطباء أنه في الحقيقة مرض».
يقول لين أبليتون إنه "على الرغم من كل التصريحات العلنية حول إدمان الكحول كمرض، فإن الممارسة الطبية ترفض علاجه على هذا النحو. ليس فقط إدمان الكحول لا يتبع نموذج" المرض، بل هو غير قابل للعلاج الطبي القياسي ". وتقول إن "رفض الأطباء لنظرية مرض إدمان الكحول له أساس قوي في النموذج الطبي الحيوي الذي يرتكز عليه معظم تدريبهم" وأن "البحث الطبي عن إدمان الكحول لا يدعم نموذج المرض".
يقول الدكتور بانكول جونسون، رئيس قسم الطب النفسي بجامعة فرجينيا: "كان العديد من الأطباء يكرهون وصف الأدوية لعلاج إدمان الكحول، أحيانًا بسبب الاعتقاد بأن إدمان الكحول هو اضطراب أخلاقي وليس مرضًا".
قدم العمل الرائد للدكتور جونسون مساهمات مهمة في فهم إدمان الكحول كمرض.
بعض الأدوية بما في ذلك مضادات الأفيونيات مثل النالتريكسون أثبتت فعاليتها في علاج إدمان الكحول، على الرغم من أن الأبحاث لم تثبت فعاليتها على المدى الطويل.
لا يرتبط تواتر وكمية تعاطي الكحول بوجود الشرط؛ وهذا يعني أن الناس يمكنهم شرب الكثير دون أن يكونوا بالضرورة مدمنين على الكحول، وقد يشرب مدمني الكحوليات بشكل ضئيل أو نادر.